# Zemský okres Unna
Zemský okres Unna (německy Kreis Unna) je zemský okres v německé spolkové zemi Severní Porýní-Vestfálsko, ve vládním obvodu Arnsberg. Sídlem správy zemského okresu je město Unna. Má přibližně 395 tisíc obyvatel. 

## Města a obce
| Města: 1. Bergkamen 2. Fröndenberg/Ruhr 3. Kamen 4. Lünen 5. Schwerte 6. Selm 7. Unna 8. Werne | Obce: 1. Bönen 2. Holzwickede |